# Bauzeitung für Ungarn
A Bauzeitung für Ungarn e néven 1876-1896 között megjelenő német nyelvű magyar építészeti hetilap. Az előzményeinek tekinthető lap 1872-től indult. Kiadója és szerkesztője Eduard Kornhoffer. A historizáló, elsősorban a neoreneszánsz építészetet preferáló folyóirat földrajzi spektruma javarészt a fővárosra terjedt ki, épületleírásokat is közölt.